# American Museum in Britain

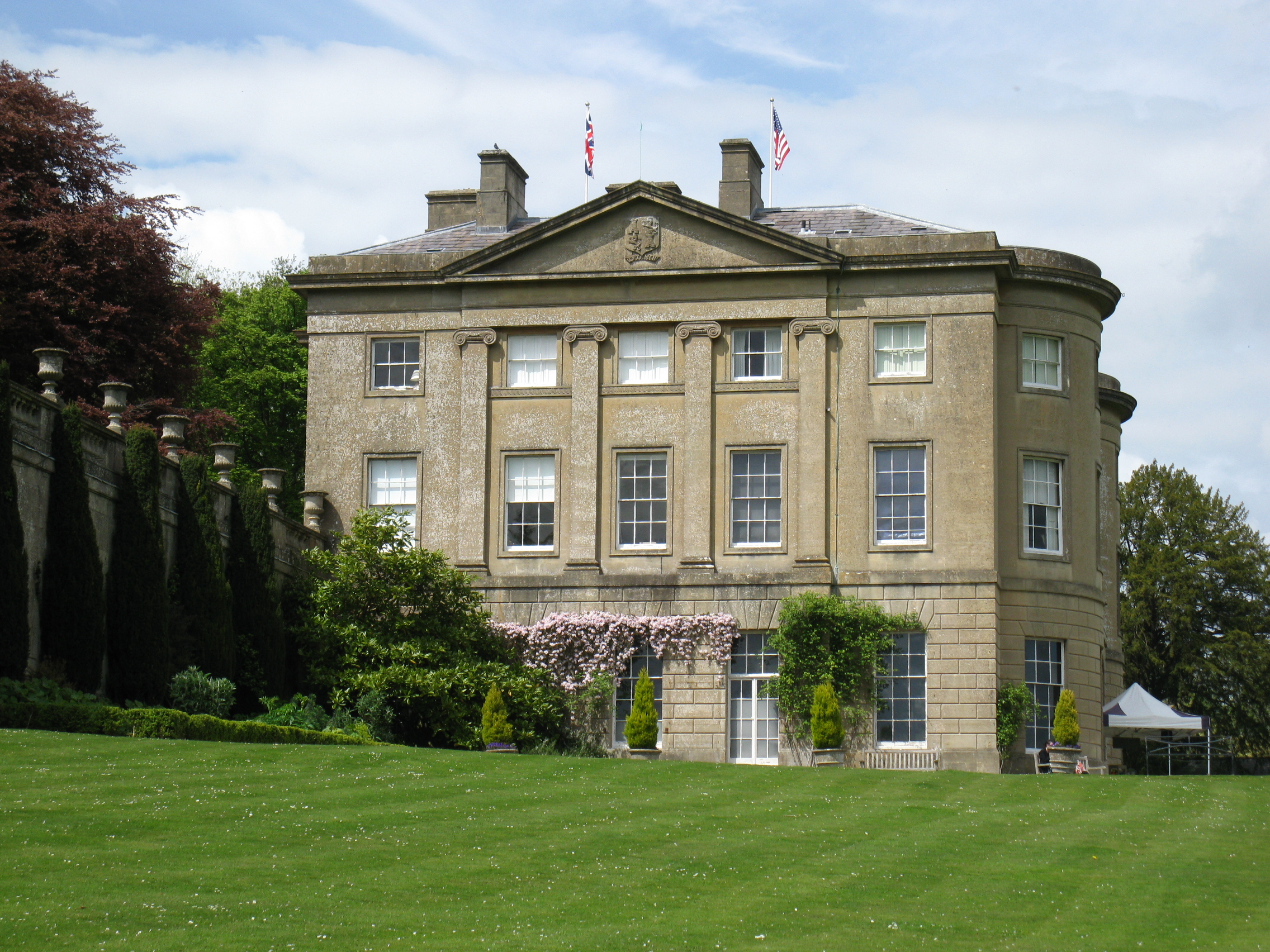
American Museum in Britain

Das American Museum in Britain befindet sich in Claverton Manor, einem Herrensitz in der Nähe von Bath. Das Museum wurde von dem Amerikaner Dallas Pratt (* 21. August 1914; † 20. Mai 1994) und dem Briten John Judkyn (* 1913; † 27. Juli 1963) gegründet und ist seit dem 1. Juli 1961 für die Öffentlichkeit zugänglich. Es befinden sich hier Exponate aus jeder Epoche der amerikanischen Geschichte, u. a. 200 Quilts und Decken sowie Shaker-Möbel. Da Judkyn Quäker war, sind keine militärischen Gegenstände ausgestellt. 

## Gebäude

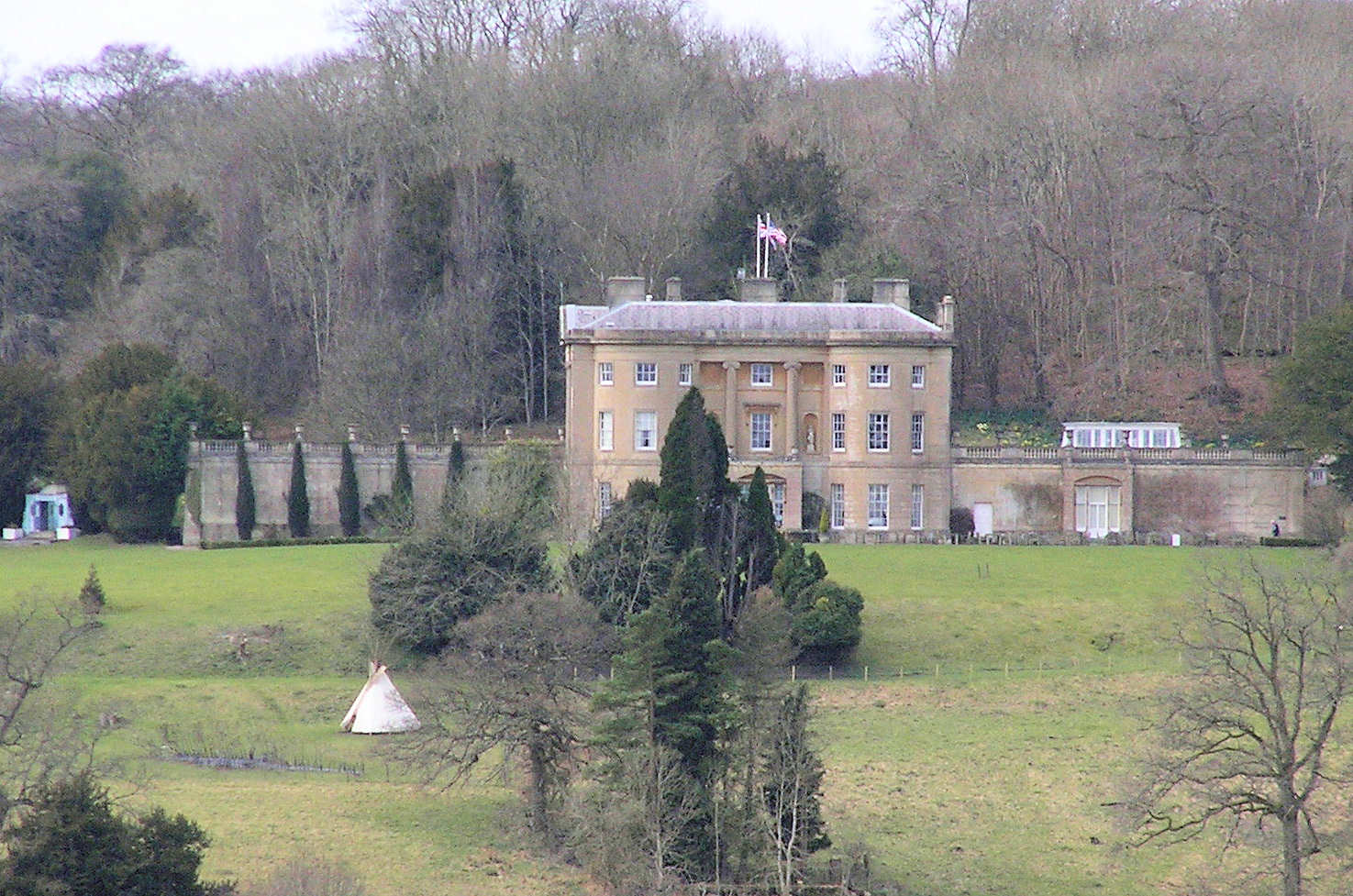
American Museum in Britain

Claverton Manor wurde ursprünglich um 1580 erbaut und lag inmitten eines kunstvoll angelegten Gartens, in der Nähe einer Kirche. Von diesem ursprünglichen Bau, der 1820 abgerissen wurde, sind noch die Terrassen mit einigen Mauern und Torpfosten erhalten geblieben. An derselben Stelle ließ John Vivian ein Landgut aus Bath-Stein, nach den Plänen von Sir Jeffry Wyatvilles erbauen. Das Gebäude steht seit dem 1. Februar 1956 als Grade-I-Bauwerk unter Denkmalschutz.

## Garten
Der Garten, ursprünglich im Stil des 19. Jahrhunderts, wurde nach dem Erwerb des Anwesens durch das American Museum in Britain 1961, im US-amerikanischen Stil neu gestaltet. Direkt neben dem Haus befindet sich eine Sammlung von Arznei- und Küchenkräutern aus der Kolonialzeit. Es gibt einen Bestand aus nordamerikanische Gehölzen. Am Fuß der Terrassenwände befinden sich eine gemischte Rabatte, die von dem US-amerikanischen Gartenarchitekten Lanning entworfen wurde. Auch wurde eine Kopie des Gartens von George Washington auf Mount Vernon angelegt.